# Reprezentacja Monako w piłce nożnej mężczyzn
Reprezentacja Monako w piłce nożnej – zespół piłkarski, reprezentujący Księstwo Monako. Za jego funkcjonowanie odpowiedzialny jest Monegasque Football Federation.

## Historia
Reprezentacja Monako rozegrała swój pierwszy mecz 14 lipca 2001 roku i zmierzyła się w nim z reprezentacją Tybetu. Zakończył się zwycięstwem reprezentacji Monako 2–1. Od tamtej pory grała również dwukrotnie z reprezentacją Gibraltaru oraz reprezentacją Oksytanii, a także jednokrotnie z reprezentacją Watykanu, reprezentacją Czeczenii i reprezentacją Kosowa.
Monakijska federacja piłkarska nie jest członkiem Międzynarodowej Federacji Piłki Nożnej (FIFA) ani Unii Europejskich Związków Piłkarskich (UEFA), przez to nigdy nie wystąpiła nawet w kwalifikacjach do imprez typu Mistrzostwa Świata czy Europy. W Monako nie ma także rozgrywek ligowych. Państwo posiada jednak znany klub piłkarski, AS Monaco FC, który bierze udział w rozgrywkach Ligue 1 - najwyższej klasie rozgrywek piłkarskich we Francji i z tego względu wstrzymują się z członkostwem.
W turnieju drużyn niezrzeszonych w FIFA - VIVA World Cup w 2006 roku, zespół zajął drugie miejsce, wygrywając 3–2 z reprezentacją Oksytanii, a także dwukrotnie przegrywając z reprezentacją Laponii - 0–14 w fazie grupowej oraz aż 1–21 w finale rozgrywek. Monako posiada w swoim państwie jeden stadion, który nazywa się Stade Louis II (18523 miejsca). Według danych z 14 kwietnia 2012 roku reprezentacja ta rozegrała 26 nieoficjalnych meczów z czego wygrała 9, zremisowała 6 i przegrała 11.

## Dotychczasowe mecze międzynarodowe
Do tej pory piłkarze z Monako rozegrali 13 meczów międzynarodowych:
| Monako | 2 – 1  | Tybet     |
| Monako | 2 – 2  | Gibraltar |
| Monako | 0 – 4  | Gibraltar |
| Monako | 1 – 3  | Watykan   |
| Monako | 2 – 1  | Oksytania |
| Monako | 0 – 0  | Oksytania |
| Monako | 13 – 1 | Czeczenia |
| Monako | 1 – 7  | Kosowo    |
| Monako | 1 – 5  | Oksytania |
| Monako | 0 – 14 | Laponia   |
| Monako | 1 – 21 | Laponia   |
| Monako | 2 – 2  | Oksytania |
| Monako | 2 – 3  | Prowansja |

- Bilans: 3 zwycięstwa, 4 remisy, 6 porażek
- Bramki: 26:63 (-37)

## Występy w VIVA World Cup
| Rok   | Runda             | Pozycja           | M                 | Z                 | R                 | P                 | B+                | B-                | +/-               |
| ----- | ----------------- | ----------------- | ----------------- | ----------------- | ----------------- | ----------------- | ----------------- | ----------------- | ----------------- |
| 2006  | Finał             | 2                 | 4                 | 2                 | 0                 | 2                 | 7                 | 37                | -30               |
| 2008  | nie brała udziału | nie brała udziału | nie brała udziału | nie brała udziału | nie brała udziału | nie brała udziału | nie brała udziału | nie brała udziału | nie brała udziału |
| 2009  | nie brała udziału | nie brała udziału | nie brała udziału | nie brała udziału | nie brała udziału | nie brała udziału | nie brała udziału | nie brała udziału | nie brała udziału |
| 2010  | nie brała udziału | nie brała udziału | nie brała udziału | nie brała udziału | nie brała udziału | nie brała udziału | nie brała udziału | nie brała udziału | nie brała udziału |
| 2012  | ?                 | ?                 | ?                 | ?                 | ?                 | ?                 | ?                 | ?                 | ?                 |
| Suma: | 1/3               | 1x2               | 4                 | 2                 | 0                 | 2                 | 7                 | 37                | -30               |